# Liste des artistes ayant vendu le plus de disques aux États-Unis
Cet article présente la liste des 100 artistes ayant vendu le plus de disques aux États-Unis. Cette liste est basée sur les ventes certifiées par la Recording Industry Association of America (RIAA). La RIAA a commencé ses certifications en 1958. Cette liste exclut donc des artistes comme Bing Crosby qui ont évolué dans les années 1930 à 1950, époque où les ventes n'étaient pas encore certifiées. La liste exclut également les certifications d'albums enregistrés par des artistes en collaboration.

## Liste
| #   | Nom                             | Nationalité            | Années d'activités | Genre                                            | Certification en millions |
| --- | ------------------------------- | ---------------------- | ------------------ | ------------------------------------------------ | ------------------------- |
| 1   | The Beatles                     | Royaume-Uni            | 1960 à 1970        | Rock / Pop                                       | 183                       |
| 2   | Garth Brooks                    | États-Unis             | depuis 1985        | Country                                          | 162                       |
| 3   | Elvis Presley                   | États-Unis             | 1954 à 1977        | Rock / Pop / Country / Gospel                    | 146.5                     |
| 4   | Eagles                          | États-Unis             | depuis 1971        | Rock / Country rock                              | 120                       |
| 5   | Led Zeppelin                    | Royaume-Uni            | 1968 à 1980        | Rock / Psychedelic / Blues / Hard / Heavy / Folk | 112.5                     |
| 6   | Michael Jackson                 | États-Unis             | 1964 à 2009        | Pop / RnB / Rock / Soul / Dance                  | 89                        |
| 7   | Billy Joel                      | États-Unis             | depuis 1964        | Rock                                             | 86                        |
| 8   | AC/DC                           | Australie              | depuis 1973        | Hard rock / Rock                                 | 84                        |
| 9   | Elton John                      | Royaume-Uni            | depuis 1962        | Pop / Rock                                       | 81                        |
| 10  | Pink Floyd                      | Royaume-Uni            | 1965 à 2022        | Progressive rock / Psychedelic rock / Space rock | 75                        |
| 10  | Mariah Carey                    | États-Unis             | depuis 1990        | Pop / Rock                                       | 75                        |
| 12  | Bruce Springsteen               | États-Unis             | depuis 1969        | Rock / Folk                                      | 71                        |
| 13  | Aerosmith                       | États-Unis             | depuis 1970        | Hard rock / Heavy Metal / Blues rock             | 69.5                      |
| 13  | George Strait                   | États-Unis             | depuis 1981        | Country                                          | 69.5                      |
| 15  | Barbra Streisand                | États-Unis             | depuis 1960        | Pop                                              | 68.5                      |
| 16  | The Rolling Stones              | Royaume-Uni            | depuis 1962        | Rock / Blues rock                                | 66.5                      |
| 17  | Madonna                         | États-Unis             | depuis 1979        | Pop / Dance                                      | 65.5                      |
| 18  | Metallica                       | États-Unis             | depuis 1981        | Thrash Metal / Heavy Metal                       | 63                        |
| 19  | Eminem                          | États-Unis             | depuis 1988        | Hip-Hop                                          | 61.5                      |
| 19  | Whitney Houston                 | États-Unis             | 1976 à 2012        | RnB / Pop                                        | 61                        |
| 20  | Taylor Swift                    | États-Unis             | depuis 2006        | Pop                                              | 57                        |
| 21  | Van Halen                       | États-Unis             | 1972 à 2020        | Hard rock                                        | 56.5                      |
| 22  | Fleetwood Mac                   | États-Unis Royaume-Uni | depuis 1967        | Rock                                             | 55.5                      |
| 23  | Celine Dion                     | Canada                 | depuis 1981        | Pop                                              | 53                        |
| 24  | Journey                         | États-Unis             | depuis 1973        | Rock / Hard rock                                 | 52.5                      |
| 25  | U2                              | Irlande                | depuis 1976        | Rock                                             | 52                        |
| 26  | Neil Diamond                    | États-Unis             | depuis 1962        | Pop Rock                                         | 49.5                      |
| 27  | Alabama                         | États-Unis             | depuis 1969        | Rock / Country                                   | 49                        |
| 28  | Kenny G                         | États-Unis             | depuis 1973        | Smooth Jazz                                      | 48                        |
| 28  | Shania Twain                    | Canada                 | depuis 1993        | Pop country                                      | 48                        |
| 30  | Kenny Rogers                    | États-Unis             | 1958 à 2020        | Country                                          | 47.5                      |
| 30  | Drake                           | États-Unis             | depuis 2001        | Pop / Hip-hop                                    | 47.5                      |
| 32  | Bob Seger                       | États-Unis             | depuis 1961        | Rock                                             | 44.5                      |
| 32  | Guns N' Roses                   | États-Unis             | depuis 1985        | Hard rock / Heavy Metal                          | 44.5                      |
| 32  | Alan Jackson                    | États-Unis             | depuis 1989        | Rock / Pop                                       | 44.5                      |
| 35  | Santana                         | États-Unis Mexique     | depuis 1966        | Rock / Pop                                       | 43.5                      |
| 36  | Queen                           | Royaume-Uni            | depuis 1970        | Rock / Hard rock                                 | 43                        |
| 37  | Reba McEntire                   | États-Unis             | depuis 1975        | Country                                          | 41                        |
| 37  | Bon Jovi                        | États-Unis             | depuis 1983        | Hard Rock / Glam Metal                           | 41                        |
| 37  | Tim McGraw                      | États-Unis             | depuis 1992        | Country                                          | 41                        |
| 40  | Eric Clapton                    | Royaume-Uni            | depuis 1963        | Blues / Blues rock / Rock                        | 40                        |
| 41  | Chicago                         | États-Unis             | depuis 1967        | Rock                                             | 39                        |
| 42  | Simon and Garfunkel             | États-Unis             | 1956 à 1970        | Folk / Pop                                       | 38.5                      |
| 42  | Britney Spears                  | États-Unis             | depuis 1991        | Pop / Dance                                      | 38.5                      |
| 42  | Foreigner                       | États-Unis             | depuis 1976        | Rock / Pop                                       | 38.5                      |
| 45  | Rod Stewart                     | Royaume-Uni            | depuis 1961        | Rock                                             | 38                        |
| 46  | Backstreet Boys                 | États-Unis             | depuis 1993        | Pop / Dance                                      | 37                        |
| 46  | Beyoncé                         | États-Unis             | depuis 1997        | RnB / Hip-hop / Country                          | 37                        |
| 48  | 2 Pac                           | États-Unis             | 1989 à 1996        | Hip-Hop / Rap                                    | 36.5                      |
| 49  | Bob Dylan                       | États-Unis             | depuis 1962        | Folk / Rock                                      | 36                        |
| 50  | Def Leppard                     | Royaume-Uni            | depuis 1977        | Hard rock / Heavy Metal                          | 35.5                      |
| 51  | Kenny Chesney                   | États-Unis             | depuis 1993        | Country                                          | 35                        |
| 52  | Dave Matthews Band              | États-Unis             | depuis 1991        | Rock                                             | 34.5                      |
| 53  | The Doors                       | États-Unis             | 1965 à 1993        | Rock / Psychedelic Rock                          | 34                        |
| 53  | Green Day                       | États-Unis             | depuis 1987        | Rock                                             | 34                        |
| 55  | John Denver                     | États-Unis             | 1962 à 1997        | Pop / Country                                    | 33.5                      |
| 55  | Phil Collins                    | Royaume-Uni            | depuis 1968        | Rock / Pop / RnB                                 | 33.5                      |
| 55  | Jay-Z                           | États-Unis             | depuis 1990        | Hip-Hop                                          | 33.5                      |
| 58  | James Taylor                    | États-Unis             | depuis 1968        | Folk / Pop                                       | 33                        |
| 58  | The Chicks                      | États-Unis             | depuis 1989        | Country / Country pop                            | 33                        |
| 58  | Usher                           | États-Unis             | depuis 1991        | RnB                                              | 33                        |
| 61  | Nirvana                         | États-Unis             | 1987 à 1994        | Rock                                             | 32                        |
| 61  | R. Kelly                        | États-Unis             | 1989 à 2016        | RnB / Soul                                       | 32                        |
| 63  | Pearl Jam                       | États-Unis             | depuis 1990        | Grunge / Alternative rock                        | 31.5                      |
| 63  | Tom Petty and the Heartbreakers | États-Unis             | 1975 à 2017        | Rock                                             | 31.5                      |
| 63  | Willie Nelson                   | États-Unis             | depuis 1956        | Country                                          | 31.5                      |
| 66  | Boston                          | États-Unis             | depuis 1976        | Rock / Hard rock                                 | 31                        |
| 67  | Linkin Park                     | États-Unis             | depuis 1996        | Rock                                             | 30.5                      |
| 68  | Linda Ronstadt                  | États-Unis             | 1967 à 2011        | Rock / Folk / Country                            | 30                        |
| 68  | Creedence Clearwater Revival    | États-Unis             | 1959 à 1972        | Rock                                             | 30                        |
| 70  | Ozzy Osbourne                   | États-Unis             | depuis 1968        | Hard rock                                        | 29.75                     |
| 71  | Kanye West                      | États-Unis             | depuis 1996        | Hip-hop                                          | 29.5                      |
| 72  | Rihanna                         | Barbade                | depuis 2005        | Pop / RnB                                        | 29                        |
| 73  | Lynyrd Skynyrd                  | États-Unis             | depuis 1964        | Rock                                             | 28.5                      |
| 73  | Red Hot Chili Peppers           | États-Unis             | depuis 1982        | Rock                                             | 28.5                      |
| 75  | Bee Gees                        | Royaume-Uni Australie  | 1958 à 2003        | Pop / Blues                                      | 28                        |
| 75  | Michael Bolton                  | États-Unis             | depuis 1970        | Rock / Pop                                       | 28                        |
| 75  | Mannheim Steamroller            | États-Unis             | depuis 1974        | Rock                                             | 28                        |
| 75  | Adele                           | Royaume-Uni            | depuis 2006        | Pop                                              | 28                        |
| 79  | Barry Manilow                   | États-Unis             | depuis 1972        | Pop                                              | 27.5                      |
| 79  | John Mellencamp                 | États-Unis             | depuis 1976        | Country                                          | 27.5                      |
| 81  | Frank Sinatra                   | États-Unis             | 1935 à 1995        | Jazz                                             | 27                        |
| 81  | Luther Vandross                 | États-Unis             | 1969 à 2004        | RnB / Soul                                       | 27                        |
| 81  | Boyz II Men                     | États-Unis             | depuis 1988        | RnB                                              | 27                        |
| 84  | Enya                            | Irlande                | depuis 1982        | New Age                                          | 26.5                      |
| 84  | Steve Miller Band               | États-Unis             | depuis 1966        | Rock                                             | 26.5                      |
| 86  | Rush                            | Canada                 | 1968 à 2018        | Rock                                             | 26                        |
| 86  | Janet Jackson                   | États-Unis             | depuis 1982        | RnB / Pop                                        | 26                        |
| 86  | OutKast                         | États-Unis             | depuis 1992        | Hip-hop                                          | 26                        |
| 89  | Faith Hill                      | États-Unis             | depuis 1993        | Country                                          | 25.5                      |
| 89  | Toby Keith                      | États-Unis             | depuis 1993        | Country                                          | 25.5                      |
| 91  | ZZ Top                          | États-Unis             | depuis 1969        | Blues / Rock                                     | 25                        |
| 91  | Mötley Crüe                     | États-Unis             | depuis 1981        | Métal                                            | 25                        |
| 91  | Creed                           | États-Unis             | 1995 à 2012        | Hard Rock / Métal                                | 25                        |
| 91  | Lil Wayne                       | États-Unis             | depuis 1995        | Hip-hop                                          | 25                        |
| 95  | REO Speedwagon                  | États-Unis             | depuis 1967        | Hard Rock                                        | 24.5                      |
| 95  | The Carpenters                  | États-Unis             | 1969 à 1983        | Pop                                              | 24.5                      |
| 97  | Vince Gill                      | États-Unis             | depuis 1975        | Country                                          | 24                        |
| 97  | Nickelback                      | Canada                 | depuis 1995        | Rock                                             | 24                        |
| 97  | Justin Bieber                   | Canada                 | depuis 2007        | Pop                                              | 24                        |
| 100 | Johnny Cash                     | États-Unis             | 1954 à 2003        | Country / Rock / Blues                           | 23,5                      |